# 綠山城葡萄酒節

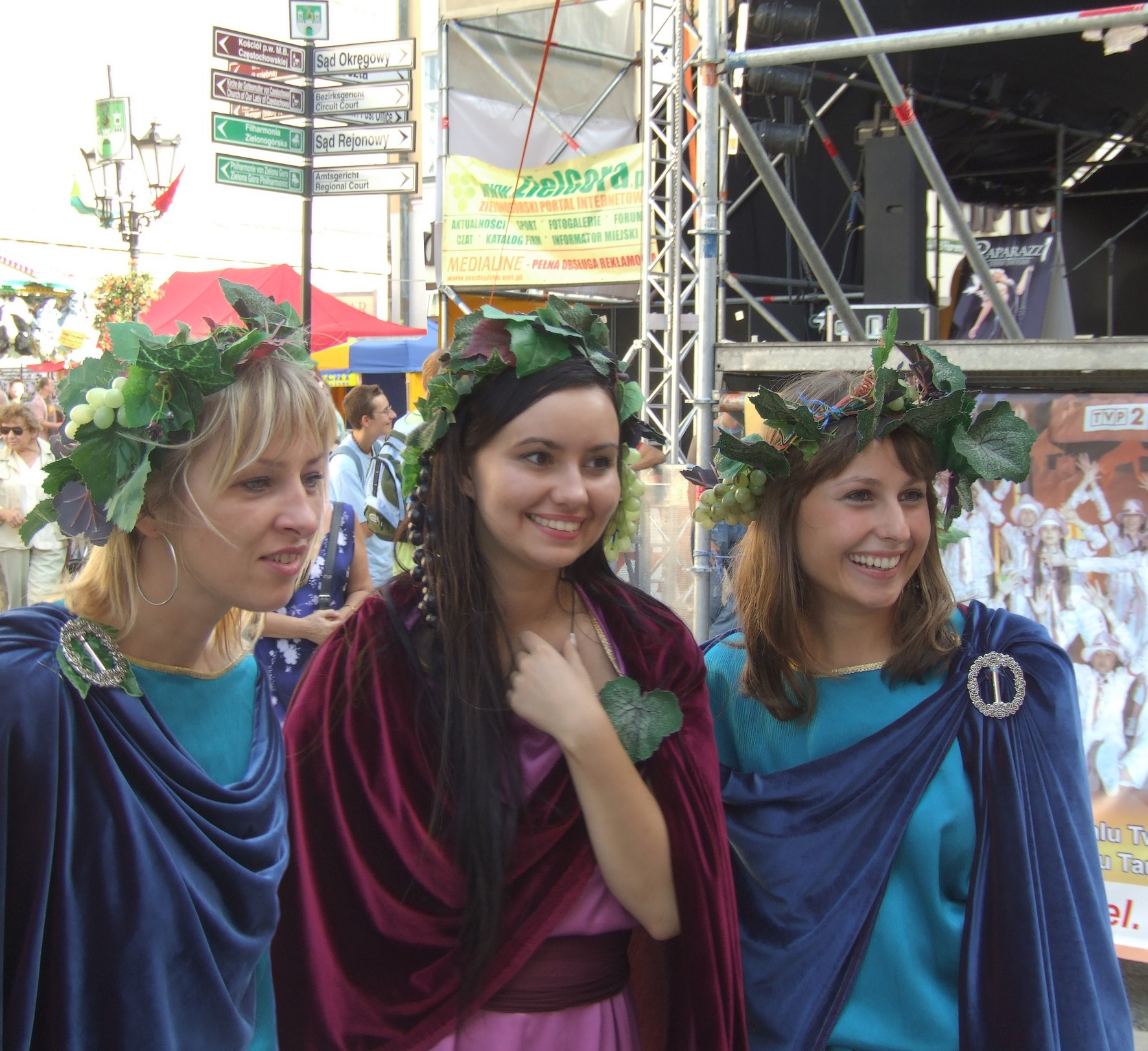
裝扮成邁那得斯（希臘神話中酒神狄俄倪索斯的女追隨者）的女性

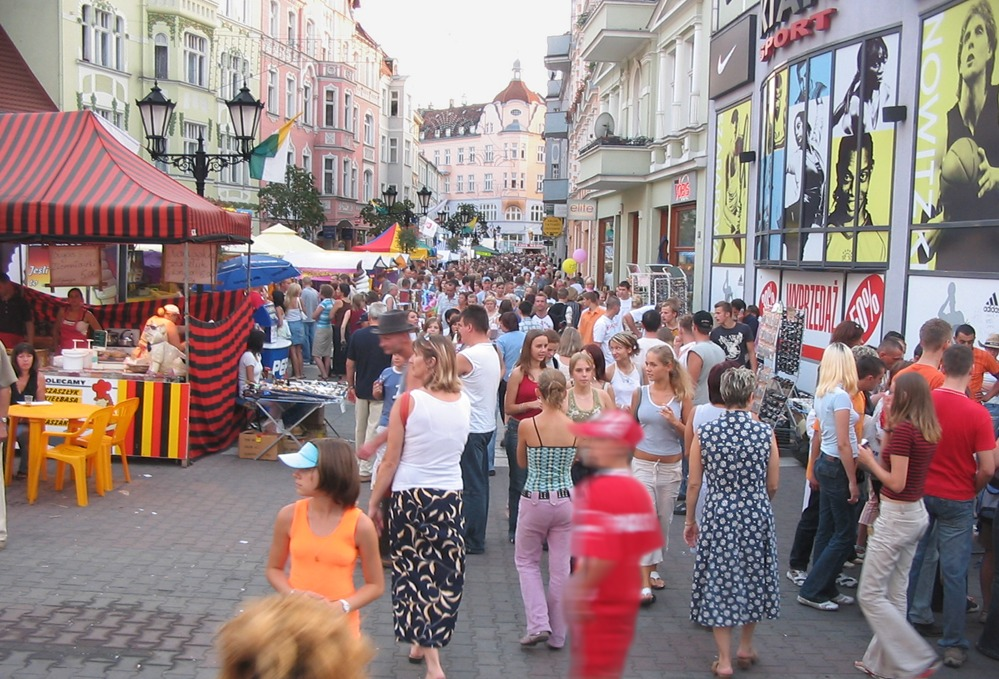
慶典期間的城市

綠山城葡萄酒節（波蘭語：Winobranie w Zielonej Górze）是於波蘭綠山城舉行的葡萄酒節活動，這個傳統與當地興盛的葡萄酒釀造歷史有關。第一屆於1852年10月舉行。如今，它在每年9月的第一或第二週開始舉辦，持續9天。主要的活動包括街頭遊行、商品交易會、音樂會和體育比賽等。

## 外部連結
- Winobranie （页面存档备份，存于）-官方網站